# 1964 في سوريا
فيما يلي قوائم الأحداث التي وقعت خلال عام 1964 في سوريا.

## أفلام
من الأفلام التي صدرت هذه السنة في سوريا:
- 1 يناير – عقد اللولو من إخراج يوسف معلوف.

## مواليد

### يناير
- 1 يناير – جهاد أحمد جبريل سياسي سوري.
- 1 يناير – خالد خليفة[1]
- 1 يناير – عماد عبد الغني الصابوني سياسي سوري.
- 1 يناير – مانو خليل مخرج أفلام سوري.
- 1 يناير – مناف طلاس عسكري سوري.
- 1 يناير – هلا محمد الناصر مهندسة مدنية سورية.
- 1 يناير – وائل الحلقي سياسي سوري ورئيس مجلس الوزراء سابقاً.
- 15 يناير – عبدالله عيسى

### فبراير
- 1 فبراير – زياد سبسبي

### مايو
- 24 مايو – رائد عرفات طبيب روماني.

## وفيات

### يناير
- 1 يناير – سعيد بن عبد الله كردي
- 1 يناير – محمد خيري المفتي (مواليد 1906) كاتب وفقيه وعالم في الفرائض الشرعية، ومؤلف سوري.

### سبتمبر
- 27 سبتمبر – أديب الشيشكلي (مواليد 1909) سياسي سوري.

### أكتوبر
- 3 أكتوبر – مصطفى السباعي (مواليد 1915) سياسي سوري.